# Quang phosphoryl hóa

Chuỗi chuyền electron thẳng hàng (quang phosphoryl hóa không vòng) trong pha sáng quang hợp diễn ra ở màng thylakoid của lục lạp.

Quang phosphoryl hóa hay phosphoryl hóa quang hóa (tiếng Anh: Photophosphorylation) là quá trình tổng hợp ATP bằng cách phosphoryl hóa ADP dưới tác dụng của năng lượng ánh sáng. Chỉ có hai nguồn năng lượng có sẵn cho sinh vật sống: ánh sáng mặt trời và phản ứng oxy hóa khử. Tất cả các sinh vật đều tạo ra ATP, có thể coi đây là "đồng tiền năng lượng" của sự sống. Trong quá trình quang hợp, quang phosphoryl hóa này thường liên quan đến phản ứng quang phân ly nước và dòng electron liên tục đi từ nước đến PS ||.
Trong quang phosphoryl hóa, năng lượng ánh sáng được sử dụng để tạo ra một chất cho electron giàu năng lượng và một chất nhận electron với năng lượng thấp hơn. Các electron sau đó di chuyển một cách tự nhiên từ chất cho đến chất nhận thông qua một chuỗi vận chuyển điện tử.

## Quang phosphoryl hóa vòng
Dạng quang phosphoryl hóa này thường xảy ra trên tấm lamella trong chất nền lục lạp. Trong quang phosphoryl hóa vòng, electron năng lượng cao được "bắn" ra từ trung tâm phản ứng P700 đến ps1 và đi theo một con đường tuần hoàn. Trong dòng electron này, electron bắt đầu trong một phức hợp sắc tố gọi là quang hệ I, đi từ chất nhận sơ cấp tới plastoquinone, sau đó đến cytochrome b6f (một phức hợp tương tự như ở ti thể), và sau đó đến plastocyanin trước khi trở về chính chất diệp lục. Chuỗi vận chuyển này tạo ra một lực đẩy proton, bơm các ion H + xuyên qua màng; điều này tạo ra một gradient điện hóa và có thể được sử dụng để cung cấp năng lượng cho ATP synthase trong quá trình hóa thẩm. Con đường này được gọi là quang phosphoryl hóa vòng, và nó không tạo ra O2 cũng như NADPH. Không giống như quang phosphoryl hóa không vòng, NADP+ không phải là chất nhận electron; thay vào đó chúng được đi trở lại về phức hệ phytochrome b6f.
Trong quá trình quang hợp ở vi khuẩn, chỉ có một quang hệ được sử dụng, và do đó liên quan đến quang phosphoryl hóa vòng. Quá trình hay được sử dụng trong điều kiện yếm khí và tạo nên của điểm bù ánh sáng và điểm bù CO2 cao.

## Lịch sử nghiên cứu
Năm 1950, bằng chứng thực nghiệm đầu tiên cho sự tồn tại của quang phosphoryl hóa trong cơ thể đã được trình bày bởi Otto Kandler. Ông đã nghiên cứu trên tế bào Chlorella nguyên vẹn và giải thích những phát hiện của mình là phản ứng hình thành ATP phụ thuộc vào ánh sáng. Năm 1954, Daniel I. Arnon cùng cộng sự đã phát hiện ra quang phosphoryl hóa trong ống nghiệm bằng lục lạp được phân lập với sự giúp đỡ của P32. Đánh giá đầu tiên của ông về nghiên cứu ban đầu về quang phosphoryl hóa đã được xuất bản vào năm 1956.